# Mark Dayton
Mark Brandt Dayton, född 26 januari 1947 i Minneapolis, Minnesota, är en amerikansk demokratisk politiker.
Dayton var ledamot av USA:s senat 2001–2007. Han besegrade sittande senatorn Rod Grams i 2000 års val. Han ställe inte upp för omval i kongressvalet i USA 2006 och partikamraten Amy Klobuchar efterträdde honom som senator i januari 2007.
Dayton ställde upp i guvernörsvalet i Minnesota 2010 och vann knappt mot republikanen Tom Emmer. Den 3 januari 2011 efterträdde han Tim Pawlenty som guvernör.
I november 2016 meddelade Dayton att han inte skulle söka omval år 2018 för en tredje mandatperiod som guvernör.
Dayton är presbyterian och hans före detta fru Alida Rockefeller är syster till senator Jay Rockefeller.
Dayton är en återhämtande alkoholist och har behandlats för mild depression. Han avslöjade denna information på eget initiativ, han tyckte att "människor har rätt att veta".